# Малое Щапово
Ма́лое Ща́пово — деревня в Клинском районе Московской области, в составе Зубовского сельского поселения. Население — 36 чел. (2010).

## География
Деревня расположена в центральной части района, примерно в 6 км к северо-востоку от райцентра Клин, на безымянном правом притоке реки Лютенки (правый приток Сестры), высота центра над уровнем моря 156 м. Ближайшие населённые пункты — примыкающее на юге Большое Щапово и Губино на северо-востоке.

## История
До 2006 года Малое Щапово входило в состав Новощаповского сельского округа.

## Население
| 2002 | 2006 | 2010 |
| ---- | ---- | ---- |
| 40   | ↘28  | ↗36  |